# Promazine
Promazine (tên thương hiệu Sparine) là một loại thuốc thuộc nhóm thuốc chống loạn thần phenothiazine. Một loại thuốc cũ hơn được sử dụng để điều trị tâm thần phân liệt, nó vẫn được kê đơn, bên cạnh các tác nhân mới hơn như olanzapine và quetiapine. Nó có tác dụng phụ chủ yếu là kháng cholinergic, mặc dù tác dụng phụ ngoại tháp cũng không phải là hiếm.
Promazine đã được chấp thuận cho sử dụng ở người tại Hoa Kỳ, mặc dù nó đã bị ngưng sử dụng. Nó có sẵn ở Mỹ để sử dụng cho thú y dưới tên Promazine và Tranquazine.